# Boot Camp (film)
Boot Camp è un film del 2007 diretto da Christian Duguay.
Il film è interpretato principalmente da Mila Kunis e Gregory Smith. Altri attori che compaiono nel film sono Peter Stormare, Christopher Jacot, Tygh Runyan, Colleen Rennison, Regine Nehy e Grace Bauer.

## Trama
Un gruppo di ragazzi problematici con problemi di disciplina vengono spediti in un "campo di riabilitazione", tuttavia il campo si rivelerà essere un vero e proprio lager.